# Yun Chi-young
Đây là một tên người Triều Tiên, họ là Yun.
Yun Chi-young (Hangul:윤치영, âm Hán Việt: Doãn Trí Anh, Hanja: 尹致暎, 10 tháng 2 1898 - 9 tháng 2 1996) là một chính trị gia và nhà hoạt động vì độc lập Hàn Quốc. Ông là Bộ trưởng chính phủ đầu tiên, nghị sĩ Quốc hội thứ 1, 2, 4, 6 của Hàn Quốc, thị trưởng thứ 13 của Seoul (17 tháng 12 1963 đến 30 tháng 3 1966). Bút danh của ông là DongSan (동산, 東山).
Ông là chú họ của Yun Bo-seon, Tổng thống của Đại Hàn Dân Quốc từ năm 1960 đến 1962.

## Sách
- 《Yun Chi Young's 20th century》(윤치영의 20세기)
- 《Founding Youngman history of movements》 (건국 청년 운동사)